# Alain Riazuelo
Alain Riazuelo, né le 8 octobre 1973 à Marseille, est un astrophysicien français chercheur à l'Institut d'astrophysique de Paris (IAP) et ambassadeur du CNRS.

## Biographie
Alain Riazuelo est né le 8 octobre 1973 à Marseille[réf. nécessaire].
Il est reçu à l'École polytechnique en 1993. Il termine un stage dont le sujet est l'évaporation des trous noirs. Alain Riazuelo commence ensuite un DEA « Astrophysique et techniques spatiales » à l'université Paris XI et soutient une thèse sur les mécanismes d'émission radio des pulsars avant d'attaquer une thèse sur la signature de divers modèles d'Univers primordial dans les anisotropies du rayonnement fossile.

## Activité scientifique
Alain Riazuelo travaille par la suite pour le Département de physique théorique de l'université de Genève, au CEA, puis à l'Institut d'astrophysique de Paris.
Devenu médiatique à cette période, c'est en 2012 qu'il reçoit le Prix spécial « Astronomie en société » du conseil de la Société française d'astronomie et d'astrophysique  (SF29A). Depuis cette période, il intervient dans différents média français pour faire de la vulgarisation scientifique et il étudie les trous noirs à Paris-Saclay.

## Activité de vulgarisation
Aujourd'hui[Quand ?], il est astrophysicien à l'Institut d'astrophysique de Paris (mais aussi chercheur au CNRS dont il est l'ambassadeur pour la fête de la science). Il travaille sur la topologie de l'Univers, les trous noirs et la formation des grandes structures. il est régulièrement consulté par la presse scientifique mais aussi généraliste,,,,,.
Depuis 2013, il anime l'émission de radio "Vers l'infini et au-delà" sur Fréquence protestante, où il entend parler de sciences mais aussi de passeurs de sciences.

#### Ouvrages
- Pourquoi E=mc², HumenSciences, coll. « Comment a-t-on su », 2022, 468 p. (ISBN 978-2-37931-188-8)
- Pourquoi la Terre est ronde, HumenScience, coll. « Comment a-t-on su », 2019 (ISBN 978-2-37931-030-0).
- Les Trous noirs : À la poursuite de l'invisible, De Boeck supérieur, 2018, 249 p. (ISBN 978-2-8073-1558-7).
- Sciences de l'Univers du Big Bang aux exoplanètes, De Boeck supérieur, 202, 304 p. (ISBN 978-2807329126).

##### Articles de vulgarisation
- Trou noir M87* : l'épopée d'une image historique[12]
- Matière noire : et les neutrinos cosmologiques[13]
- Matière noire : la grande quête inachevée[14]
- La crise de croissance de l'Univers[15]
- L'étrange affaire Univers[16]

##### Publications scientifiques
- Seeing relativity -- I. Ray tracing in a Schwarzschild metric to explore the maximal analytic extension of the metric and making a proper rendering of the stars[17]
- Seeing relativity -- II. Revisiting and visualizing the Reissner-Nordström metric[18]
- Seeing Relativity -- III. Journeying within the Kerr metric toward the negative gravity region[19]

### Bases de données et dictionnaires
- Site officiel
- Ressources relatives à la recherche :   - Canal-U
  - Fichier central des thèses
  - INSPIRE-HEP
  - ZbMATH
- Ressource relative à plusieurs domaines :   - Radio France
- Ressource relative à la musique :   - Discogs
- Notices d'autorité :   - VIAF
  - ISNI
  - BnF (données)
  - IdRef